# Crna topola
Crna topola (lat. Populus nigra) - listopadna vrsta drveća. Raste do visine od oko 35 metara, a može živjeti i do nekoliko stoljeća. Raste uz riječne doline u srednjoj i južnoj Europi, u zapadnoj i srednjoj Aziji te u sjevernoj Africi.
Dvodomna je, i brzorastuća vrsta. Raste do maksimalno 2-3 m promjera. Ima široku, granatu i rahlu krošnju. Lišće je oko 5-9 cm dugo, izmjenično raspoređeno na izbojku s dugom peteljkom. Ima oblik romba. Cvjetovi su u obliku resa, narastu do duljine oko 5 cm. Rese su valjkaste, vise, imaju ljubičasto-crvenim prašnike. Ženske rese su vitkije, zelene, sa žutim tučkom. Crna topola cvjeta u ožujku i travnju. Sjeme dozrijeva u lipnju.
Plod je tobolac, koji je debeo, zašiljen, zelenkasto-smeđi i gol. Kada je zreo, otvara se. Sjeme je svjetlo smeđe sa snježno-bijelim nitima (kunadra). Razmnožava se vjetrom, koji ga raznosi u velikim količinama, tako da vrijeme sazrijevanja može izgledati, kao da je napao svježi snijeg. Pupovi su spiralno, veliki, smeđi, ušiljeni i ljepljivi.
Drvo je meko, svijetlo smeđe boje jezgre. Kora je sivo-bijela u mladosti, a kasnije postaje smeđe-siva. Starije grančice su sivosmeđe s velikim natečenim lenticelama. Korijenski sustav je jak, plitak s par jakih žila. Ima dobru sposobnost klijanja iz panja, ali i iz korijena. Moguće je razmnožavanje izbojcima. Smatra se jednom od brzo rastućih vrsta drveća.
Najbolje uspijeva na svježim humusnim tlima. Javlja se u povremeno poplavljenom tlu (poplavne šume), u vlažnim šumama, na obalama rijeka i potoka. Na suhim mjestima previše je sklona bolesti i oštećivanju vrhova. Voli svjetla mjesta. 
Ima jako velik broj podvrsta i kultivara. Uzgajaju se na plantažama. Najpoznatiji kultivar je jablan (lat. Populus nigra var. pyramidalis).

## Ljekovitost
Crna topola ljekovita je biljka.Koriste se listovi ,kora i proljetni lisni pupovi.
Zbog širokog spektra djelovanja, pupoljci se koriste za liječenje akutnih upalnih procesa respiratornog trakta i kroničnog bronhitisa . U 19. stoljeću dobivao se tekući ekstrakt iz pupova i listova crne topole, koji je korišten za prekomjerno seksualno uzbuđenje, posebno za spermatoreju. U narodnoj medicini mnogih zemalja topola se najčešće koristi u bolestima mokraćnih organa, cistitis, urinarne inkontinencije, bolno mokrenje (posebice nakon operacije), bolesti bubrega, spermatoreju, hipertrofiju i druge bolesti prostate te kao afrodizijak .

## Sastav
Pupovi sadrže smolu,eterično ulje ( do 0,7 %),fenolglikozide,tanin,flavonoide,jabučnu, askorbinsku i galnu kiselinu,leukoantocijane,masno ulje.

## Galerija
- Krošnja
- Drvored crne topole u Luksemburgu.
- Deblo stare crne topole.
- Lišće i sjeme